# 科学ドラマ大賞
科学ドラマ大賞（かがくドラマたいしょう）は独立行政法人科学技術振興機構が主催したコンテスト。シナリオ部門とストーリー部門が設けられ、2009年度から2013年度までの5年間実施された（2014年度以降の該当する公募なし）。

## 概要
主に小学生から中学生の児童・生徒とその保護者を視聴対象者とし、子どもたち、特に女子児童・生徒が科学技術に関係する進路・職業を目指すきっかけとなるような、科学技術に興味や関心が持てる内容を募集したコンテストで、映像コンテンツを想定したシナリオ・ストーリーを募集対象としたのが特徴である。
応募資格は特に設けなかったが、ストーリー部門を小中学生のみの応募資格とした回もある。募集対象者をプロ、アマチュアを問わず間口を広げることで科学技術に関心の薄いライターにも興味を持って取り組んで貰い、将来、科学をテーマにした映像作品をより多く世に送り出して貰う狙いもあった。
このコンテストの大賞作品から4作品が実際に映像化され、一部の作品は現在もその内容を確認できる。

## 受賞作品

### シナリオ部門
| 回 | 年度 | 審査委員長     | 大賞作品 → 映像化作品 | 入賞作品                                                                                              |
| -- | ---- | -------------- | --- | --- |
| 1  | 2009 | 内館牧子       | 阿藤圭子 「フロンティア」 （→映像化されず）                                                                                             | |
| 2  | 2010 | 山本むつみ     | 竹中あい 「ピンクの希望」 → 『しあわせ色の花火』（改題） 放送：2011年8月13日 14:00-14:54（BS-TBS）                                      | |
| 3  | 2011 | 市川森一       | 本門かおる 「さよならゴースト」 → 放送：2012年3月18日 15:00-15:30（BS日テレ）                                                           | - 佳作「朝顔×笑顔」北条彩依 - 佳作「歌え！クマゼミ！」南部八恵子 - 佳作「初恋なんて大嫌い！」政池洋佑 |
| 4  | 2012 | ジェームス三木 | 麻生りりこ 「未来ハ続クヨドコマデモ」 →『ママはロボット～未来ハ続クヨ ドコマデモ～』（改題） 放送：2013年10月19日 16:30-17:00（BSフジ） | - 佳作「段ボールの友だち」岩崎亜由葉 - 佳作「キミオト」中園勇也 - 佳作「兵馬俑のクロムメッキ」北田瀧  |
| 5  | 2013 | 柏原寛司       | 中尾克久 「青春フレミング」 → 放送：2014年10月19日 17:30-18:00（BSフジ）                                                                | - 佳作「浩二はCO2!?」かげやまあづさ - 佳作「下町魔法工場」花園潤                                      |

### ストーリー部門
| 回 | 年度 | 大賞作品             | 入賞作品                           | 応募資格                           |
| -- | ---- | -------------------- | ---------------------------------- | ---------------------------------- |
| 1  | 2009 |                      | 審査委員特別賞                     |                                    |
| 2  | 2010 |                      | 佳作 筏井俊介                      | （1）一般および（2）小学生・中学生 |
| 3  | 2011 | 筏井俊介「化石恐竜」 | 佳作「じいちゃんの望遠鏡」廣瀬久実 | 小学生・中学生                     |
| 4  | 2012 | （該当作品なし）     | （該当作品なし）                   | 小学生・中学生                     |
| 5  | 2013 | （該当作品なし）     | 佳作「雪に願いを」今別府 幸芽      | 小学生・中学生・高校生             |